# Оборона Ханко

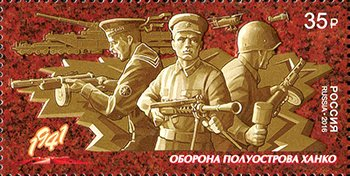
Почтовая марка России 2016 года из серии «Путь к Победе», посвящённая обороне полуострова Ханко

Оборона Ханко — оборона советской военно-морской базы Ханко в ходе Великой Отечественной войны — составной части Второй мировой войны. Велась 164 дня — с 22 июня по 2 декабря 1941 года.
С 22 июня 1941 года, после начала Германией плана «Барбаросса», военно-воздушные силы и военно-морские силы Германии атаковали советскую военно-морскую базу на полуострове Ханко, которую обороняли боевые части Красной Армии. После начала 25 июня 1941 года советско-финской войны к боевым действиям против Красной Армии присоединились войска Финляндии.

## Предшествующие события

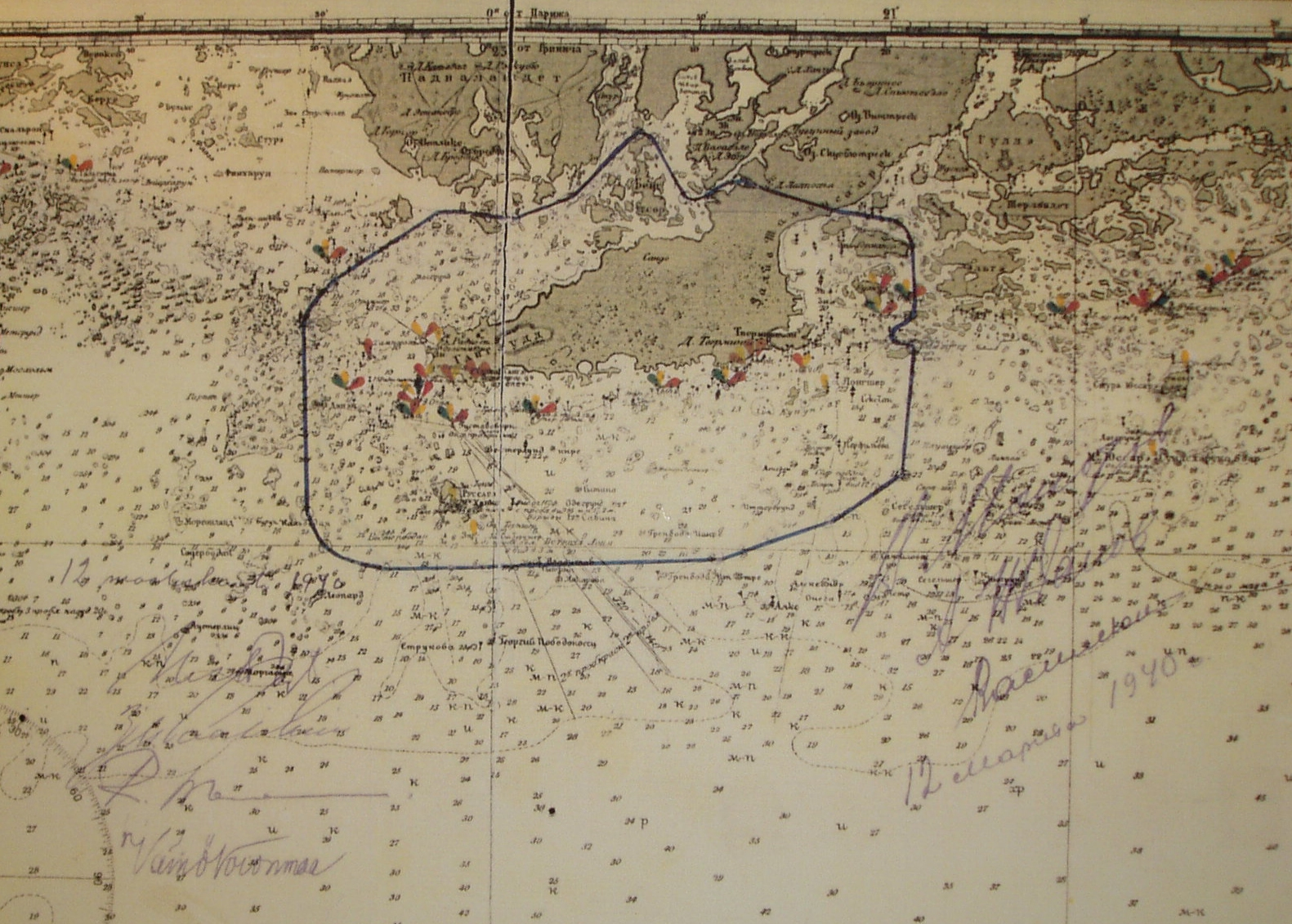
Территория, арендованная СССР у Финляндии. 12 марта 1940 года.

12 марта 1940 года между Финляндией и СССР был подписан Московский мирный договор, завершивший советско-финскую войну 1939—1940 годов. По одному из условий этого договора СССР получил в аренду часть полуострова Ханко (Гангут), включая город Ханко и его порт, и морскую территорию вокруг него, радиусом в 5 миль к югу и востоку и в 3 мили к северу и западу, и ряд островов, примыкающих к нему, сроком на 30 лет для создания на нём военно-морской базы, способной оборонять вход в Финский залив, защищая Ленинград. В целях охраны морской базы Советскому Союзу предоставлялось право содержать там за свой счёт необходимое количество наземных и воздушных вооружённых сил.
Жителям Ханко было отведено 10 дней на то чтобы покинуть город.
2 апреля 1940 года из Ленинграда к Ханко отошёл первый караван судов с грузом, материальной частью артиллерии и другим имуществом. В город прибыло 28 000 советских граждан, из которых 5000 были гражданскими лицами.
20 июня 1940 года было утверждено постановление Комитета Обороны при СНК СССР «Об утверждении организации КБФ и мероприятиях по усилению обороны западных районов Финского залива» и намечались меры «для создания организации ПВО на полуострове Ханко и обеспечения строительства береговой обороны на островах Эзель, Даго и южном побережье Ирбенского пролива».
28 июля Главный военный совет ВМФ СССР рассмотрел и одобрил план обороны в Прибалтике и на Ханко, разработанный комиссией И. И. Грена и утвердил план военно-строительных работ по военно-морской базе Ханко. Для его выполнения был создан третий особый строительный отдел (начальник Г. С. Дубовский).
За короткое время советские военные укрепили арендованную территорию Ханкониеми.
По другую сторону границы, за деревней Лаппохья, финские солдаты возвели свою линию обороны. Задачей этой линии Харпарског (фин. Harparskogin linja) (по фронту — 40 километров, в глубину на 12 километров — 4 оборонительных рубежа и ряд отдельных укреплённых позиций) было предотвращение прорыва советских войск к Турку, Хельсинки и Тампере.
В первых числах июня 1941 года состояние военно-морской базы проверяли командующий войсками Ленинградского военного округа генерал-лейтенант М. М. Попов, начальник штаба округа генерал-майор Д. Н. Никишев, командующий Краснознамённого Балтийского флота вице-адмирал В. Ф. Трибуц и представитель военного отдела ЦК ВКП(б) Н. В. Малышев. Прибывшие осмотрели строительство дотов, береговую батарею на острове Хесте-Бюссе и ряд других объектов.

## Расстановка сил сторон

### СССР
С началом войны перед базой Ханко (командир гарнизона базы генерал-майор (с 16 сентября 1941 генерал-лейтенант береговой службы) С. И. Кабанов, военком бригадный комиссар А. Л. Раскин) была поставлена задача обороны и отражения атак противника для обеспечения свободных действий Балтийского флота в этом районе.
Для отражения морского и воздушного десанта территория базы была разбита на два боевых участка, контролируемых манёвренными группами сухопутных войск. Сухопутную оборону базы составляли система заграждений на границе арендованной зоны, два оборудованных оборонительных рубежа и два рубежа непосредственной обороны самого города Ханко, один из которых был обращён фронтом к морю и фактически являлся рубежом противодесантной обороны.
Размеры территории базы исключали возможность достижения достаточной глубины всей оборонительной системы, но позволяли создать значительную плотность обороны. Общая численность гарнизона базы составляла 25 300 человек, также на Ханко находилось около 4500 советских гражданских лиц.
На полуострове к началу войны находилась 8-я стрелковая бригада под командованием полковника Н. П. Симоняка: 270-й (полковник Н. Д. Соколов) и 335-й ( подполковник Н. С. Никоноров) стрелковые полки по 2700 бойцов каждый, 343-й артиллерийский полк (36 орудий), 297-й танковый батальон (33 танка Т-26 и 11 танкеток), 204-й зенитный артиллерийский дивизион, сапёрный батальон, батальон связи. Сектор береговой обороны располагал 2 железнодорожными артиллерийскими батареями (3 сверхтяжёлых орудия ТМ-3-12 калибра 305 мм и 4 тяжёлых орудия ТМ-1-180 калибром 180 мм), 10 стационарными батареями (после начала войны их число возросло до 15) с орудиями калибром от 45 до 130 мм, 10 вспомогательных катеров. Противовоздушную оборону базы осуществлял участок ПВО: 3 зенитных артиллерийских дивизиона (12 76-мм батарей, в которые входило 48 орудий), 2 зенитно-пулемётные роты (26 пулемётов), 2 прожекторные роты.
Кроме того, на Ханко находились строительные части — 4 строительных батальона, 1 инженерный батальон, 1 дорожно-восстановительный батальон, 1 сапёрный батальон, 1 отдельная строительная рота, отдельные эксплуатационный и восстановительный железнодорожные батальоны. Было значительное количество мелких частей: 8 пограничный отряд НКВД Прибалтийского пограничного округа, морской пограничный отряд (4 катера «малый охотник»), 81-я отдельная эскадрилья гидросамолётов (9 гидросамолётов МБР-2, 3 буксировочных катера), комендатура с подчинённой отдельной местной стрелковой ротой, управление военной железной дороги с подчинённым железнодорожным батальонов, 2 госпиталя.
На базу базировался 13-й истребительный авиационный полк ВВС флота, но фактически к началу войны на ней находилась только одна авиаэскадрилья (11 самолётов И-153 и И-15) под командованием Л. Г. Белоусова. В непосредственном подчинении базы находились 3 сторожевых катера «МО-4» и несколько малых вспомогательных катеров. Из военно-морских сил на Ханко базировались 1 бригада торпедных катеров Балтийского флота (фактически 22 июня находилось только 14 торпедных катеров) и дивизион бригады подводных лодок (4 единицы).

### Финляндия и Германия
В соответствии с планом «Барбаросса», захват Ханко был запланирован германским командованием как первоочередная особая задача, выполнять которую было поручено сухопутным войскам Финляндии. Для её выполнения была создана ударная группа «Ханко». Вначале она состояла из 13-й бригады и 4-й береговой бригады, позднее 13-я бригада была заменена 17-й финской пехотной дивизией с частями усиления (пехотный батальон, сапёрная рота, самокатная рота) и сильной артиллерийской группировкой (31 артиллерийская батарея) с орудиями калибром до 305 мм (всего 268 орудий, включая зенитную и противотанковую артиллерию). Командиром группы был назначен полковник Аарне Снелльман. Численность ударной группы на 25 июня 1941 года составила 18 066 человек, а на 5.07.1941 года — 22 285 человек. Кроме ударной группы, в осаде Ханко участвовал 10-й финский пехотный полк, артиллерийские и военно-воздушные части, силы флота (их численность не установлена). Первоначально для штурма базы была также предназначена немецкая 163-я пехотная дивизия, которая в конце июня 1941 года стала прибывать в Финляндию из Норвегии. Но в связи с упорной обороной РККА в Карелии эту дивизию перебросили туда.
Финская авиация, насчитывавшая к началу войны только 500 самолётов, не представляла значительной угрозы, но большое количество аэродромов создавало возможность для переброски значительных сил люфтваффе в данный район. Недалеко от берега имели возможность действовать финские канонерские лодки и катера. Кроме того, к началу войны в финские порты прибыли довольно значительные силы Кригсмарине — 6 минных заградителей, 20 тральщиков, 10 сторожевых кораблей, 12 торпедных катеров. По плану захвата базы основной упор делался на неожиданность нападения и быстрый штурм с суши.

## Военные действия

### Первые дни войны

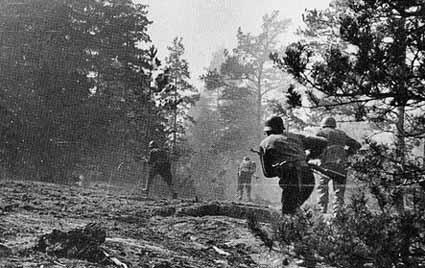
Финские солдаты атакуют советский оборонительный рубеж базы Ханко.

22 июня 1941 года Германия  напала на СССР, началось воплощение в жизнь плана «Барбаросса». В тот же день войну СССР объявили Италия и Румыния, 23 июня — Словакия, 25 июня — Финляндия.
На Балтике для поддержки группы армий «Север» и действий против советского Балтийского флота немецким командованием было выделено около 100 кораблей, в том числе 28 торпедных катеров, 10 минных заградителей, 5 подводных лодок, сторожевые корабли и тральщики.

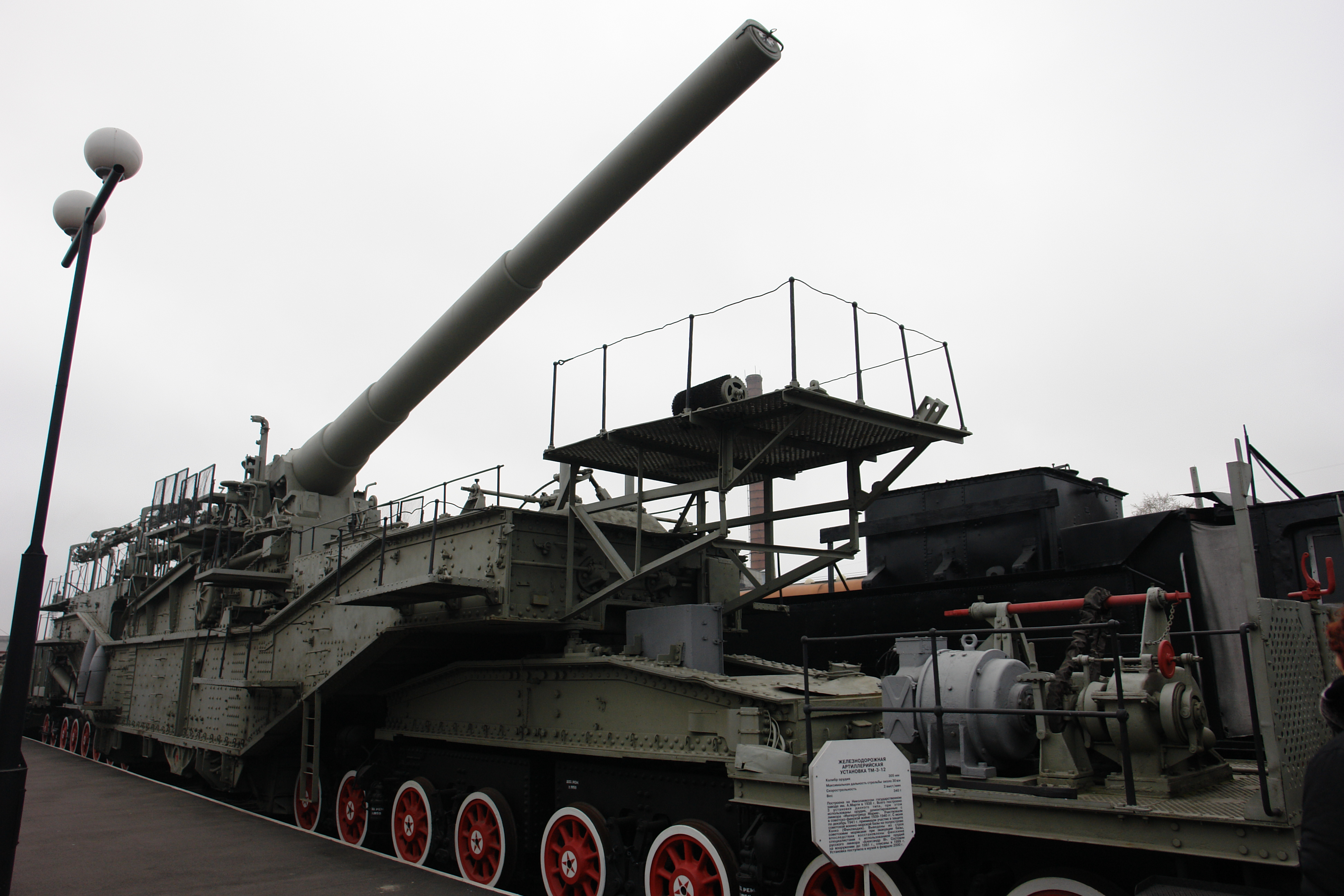
Железнодорожная артиллерийская установка ТМ-3-12, принимавшая участие в обороне Ханко (Санкт-Петербург, Музей железнодорожной техники)

События в Ханко стали разворачиваться сразу же после начала «Барбароссы». Вечером 21 июня на Ханко был получен сигнал наркома ВМФ СССР Н. Г. Кузнецова, после чего все части немедленно выведены из казарм на оборонительные позиции, зенитные части подготовлены к отражению воздушной атаки, в море выведены корабельные дозоры, выполнено полное затемнение. С 22 по 25 июня, до вступления в войну Финляндии, боевые действия против Ханко вела Германия. Её военно-воздушные силы бомбардировали Ханко уже 22 июня вечером в 22:30 (в налёте участвовало 20 самолётов) и во второй половине дня 23 июня (30 самолётов), тогда как финны лишь наблюдали за происходившим со стороны. Аналогичной активностью в период так называемого «трёхдневного нейтралитета» Финляндии (22—25 июня) отличались вокруг Ханко и немецкие военно-морские силы. Оба отряда германских торпедных катеров каждую ночь бороздили воды Финского залива, совершенно не принимая во внимание дипломатическое положение Финляндии.
В эти дни в Ленинград было эвакуировано практически всё гражданское население (турбоэлектроход «Иосиф Сталин» вывез 2500 человек, отряд из плавмастерской, 3 транспортов, гидрографического судна и двух буксиров — ещё около 2000 граждан). Также были отозваны в Кронштадт все ударные силы флота — подводные лодки и торпедные катера, что сразу лишило Ханко боевой ценности как военно-морской базы. Также с базы были выведены ряд мелких строительных частей, вместо них гарнизон был усилен отдельной пулемётной ротой и строительным батальоном из Эстонии, прибыло 500 человек пополнения, из мирного населения Ханко призвано в армию 300 человек. Для укрепления обороны базы были созданы два боевых участка, произведены минные постановки. Всего катерами и вспомогательными судами базы было выставлено 367 мин. Одновременно катера «малые охотники», нёсшие дозор, осуществляли противолодочную оборону на подходных фарватерах к Ханко. Все разнородные воинские части с разным подчинением были подчинены командиру ВМБ, а пограничные части включены непосредственно в состав ВМБ.
День 25 июня начался воздушными налётами советской авиации на аэродромы Финляндии, в районе Ханко вспыхнула артиллерийская дуэль. Это свидетельствовало о распространении военных действий на территорию Финляндии. В 22 часа 45 минут генерал-лейтенант Эрик Хейнрикс (Erik Heinrichs) отдал генерал-полковнику Нихтиля (Valo Nihtilä) по телефону устное распоряжение: «Главнокомандующий разрешает отвечать на огонь и уничтожение артиллерийских позиций, но не переход границы». Война в Финляндии началась. Вечером артиллерия Ханко нанесла упреждающий удар по ранее выявленным финским наблюдательным вышкам и известным военным целям, прямым попаданием был уничтожен финский склад морских мин. В ответ начался массированный артиллерийский обстрел территории ВМБ и города Ханко.
Командование ВМБ отдало приказ о массовом строительстве укрытий и убежищ. Все оборонительные сооружения строились только полного профиля, с глубокими и хорошо защищёнными блиндажами. Все позиции были соединены ходами сообщения, усилены проволочными заграждениями, противотанковыми рвами и надолбами, произведено массовое минирование. Были построены новые подземный командный пункт штаба военно-морской базы с узлом связи, железобетонные и дерево-каменные укрытия для всех воинских частей с вентиляцией и автономным освещением, 227 дзотов, 129 закрытых артиллерийских позиций, 74 командных и наблюдательных пункта, 327 укрытий для личного состава, 245 укрытий для автомашин и боевой техники, 41 укрытие для самолётов, 51 подземный склад, подземный госпиталь. В результате этих титанических усилий гарнизон не имел существенных потерь от огня финской артиллерии, хотя территория ВМБ полностью просматривалась с финской территории и подвергалась ежедневному артобстрелу с трёх направлений.

### Особенности обороны
Накануне войны финская оборона была значительно усилена, советские силы практически остались на том же уровне. Наибольшая численность финских войск была в начале июля 1941. Тогда зона обороны была разделена на шесть секторов. Когда ожидаемого советского вторжения не произошло, войска с Ханко стали переводить на другие участки. 17-ю дивизию перевели 17 июля 1941 в Северное Приладожье, после чего осталась лишь 55-я дивизия. Новым командующим стал Эйно Коскимиес. К началу осени численность финских войск, осаждавших Ханко, сократилась до 12 500 человек.
Особенностью финской группы войск в Ханко были шведские добровольцы. Их было так много, что ради них 10 августа сформировали свой батальон. Он получил имя Svenska Frivilligbataljonen (SFB), его командиром был Ханс Берген (Hans Bergen).
Почти всё время боевых действий «группа Ханко» планировала захват полуострова Ханко, но на это Маннергейм так и не дал приказа. В Лаппохья финны всё же атаковали советские позиции (по утверждению финской стороны — производили разведку боем). Обе стороны перешли к позиционной войне. Она сводилась в основном к артиллерийским дуэлям. Но на островах, прилегающих к Ханко, были кровопролитные сражения. Особенно советские солдаты специализировались на боевых действиях на архипелаге (десантах), обычно силами одной роты. Самое крупное сражение было за маяк Бенгтскяри, другие сражения — на Хорсё, на Моргонлахти, в Хястё.
Оборона базы вынудила и без того небольшие военно-морские силы Финляндии разделиться на две части, поскольку препятствовала сквозным морским сообщениям финнов в Финском заливе.
ВМБ Ханко подвергалась ежедневным артиллерийским обстрелам врага (в день на её территории разрывалось от 2000 до 6000 снарядов). К обстрелам базы привлекались и самые крупные корабли финского флота — броненосцы береговой обороны «Вяйнямёйнен» и «Ильмаринен». Периодически базу бомбила финская авиация.
С первого момента существования базы она строилась со значительными сухопутными укреплениями из-за своего расположения на территории потенциального противника. Географические и навигационно-гидрографические особенности района военно-морской базы Ханко определили и формы её обороны, свойственные шхерно-островной позиции. В меру возможностей, путём постановки минных заграждений, был стеснён манёвр неприятельских кораблей на шхерных фарватерах. Захват 18 островов значительно усилил оборону полуострова. Безуспешные попытки прямых штурмов с суши вынудили противника перейти к долговременной осаде базы и к потере возможности нападать с флангов (занятых к тому времени советскими морскими пехотинцами). Подрыв и гибель на советском минном заграждении финского броненосца береговой обороны «Ильмаринен» 13 сентября заставил финнов отказаться от обстрелов базы со стороны моря.
Обороне Ханко благоприятствовало сохранение на полуострове аэродрома. Даже относительно небольшое число самолётов-истребителей и разведчиков, которыми располагало командование военно-морской базы, благодаря эффективной системе организации и управлений боевой работой авиации в значительной степени способствовало успешности стрельбы береговой артиллерии, высадкам десантов на острова и отражению налётов самолётов противника. Важную роль в обороне Ханко сыграла авиация базы. В исключительно трудных условиях она поддерживала действия войск и высадку десантов, вела разведку, наносила удары по кораблям, батареям и аэродромам противника. Боевая работа авиации велась из положений «дежурство в воздухе» и «дежурство на аэродроме». В отдельные дни лётчики совершали по 8-9 боевых вылетов в сутки, но в тех конкретных условиях такое высокое напряжение было оправданным и главную задачу — завоевание господства в воздухе над Ханко — его малочисленная авиация выполнила. В период с 22 июня по 28 августа авиация базы уничтожила 24 вражеских самолёта без потерь от противника в воздухе. Один самолёт (И-153) и два лётчика были потеряны в результате несчастных случаев. Особенно успешно воевали лётчики-истребители А. К. Антоненко (11 побед, в том числе 5 личных), П. А. Бринько (над Ханко — 10 побед, в том числе 4 личных), Г.Д Цоколаев (за период боев за Ханко — 2 личные и 4 групповые победы), А. Ю. Байсултанов (в период боев за Ханко — 1 личная и 2 групповые победы). Всем им было присвоено звание Героев Советского Союза.

### Сражения на сухопутном фронте в июле
1 июля база подверглась первой атаке с сухопутной линии фронта. После мощной артиллерийской подготовки в атаку перешёл усиленный разведотряд (2 роты шюцкоровцев, шведский добровольческий батальон) атаковали стык обороны советских батальонов у станции Лаппвик с целью расчистить путь ударной группировке финнов. Им удалось вклиниться в советскую оборону, но после 6-часового боя и удара советской артиллерии нападающие были отброшены в исходное положение с потерями. В этот же день финская полурота пыталась захватить остров Крокан (гарнизон — 22 бойца), но была отбита, потеряв 9 убитых.
В ночь на 7 июля и 8 июля были предприняты ещё две сильные атаки финнов на сухопутном фронте. В их отражении решающую роль сыграла сильная советская артиллерия. По советским данным, в бою 7 июля финские потери составили до двух рот пехоты. После этого активные боевые действия на сухопутном фронте прекратились. Вместо масштабных боёв велись ежедневные артиллерийские дуэли и снайперская борьба (лучший советский снайпер краснофлотец Григорий Михайлович Исаков уничтожил 118 солдат врага).

### Борьба за острова
С середины июля основная тяжесть борьбы переместилась на прилегающие к базе многочисленные острова. Для расширения зоны обороны Ханко и ухудшения условий для артобстрела Ханко было решено путём высадки морских десантов овладеть наиболее важными островами. Для десантных операций был назначен батальон под командованием капитана Гранина Б. М. Десанты высаживались обычно силами одной роты с использованием катеров, реже — шлюпок. После захвата острова немедленно укреплялись, на них назначались гарнизоны из числа личного состава базы. Всего путём высадки десантов было захвачено 18 островов, в том числе:
- в ночь на 10 июля высажен десант на острова Хорстен (где финны установили миномётную батарею), Кугхольм, Стеркерн. В этот десант были выделены 5 взводов (около 600 бойцов), свыше 10 катеров, задействована почти вся авиация базы. К утру все острова были очищены от противника,[20] финны потеряли 21 человека убитыми и 23 — пленными, захвачены 2 миномёта, 3 станковых пулемёта.
- с 11 по 14 июля захвачен остров Богхольм.
- 15 июля захвачен остров Моргонладн, уничтожен дальномерный пост и узел связи, захвачены 6 пленных.
- 18 июля высажен десант в 160 человек с 7 катеров на острова Хестэ, Лонгхольм, Грислом, Вракхольм. В бою уничтожены 90 финнов, взяты 6 пленных, захвачены 2 миномёта, 1 станковый пулемёт, много стрелкового вооружения. Потери десанта — 5 убитых, 38 раненых.
- 26 июля была проведена операция по занятию острова Бенгтшер с маяком Бенгтскяри[фин.]. Был высажен десант в 30 бойцов. Однако к месту боя прибыло срочно вызванное подкрепление финнов, а также 2 канонерские лодки, катера, истребители. В завязавшемся морском бою финны потопили 1 катер и повредили второй. Только при поддержке авиации и сосредоточенного огня нескольких батарей удалось повредить 1 канонерскую лодку и высадить разведчиков на остров. Но к их прибытию весь советский десант уже погиб. Операция была прекращена. В районе острова в ходе боя были сбиты 2 финских самолёта.
- в ночь на 30 июля высажен десант в 150 человек на остров Гуннхольм, уничтожен его гарнизон в 140 человек. Потери десанта — 5 убитых, 14 раненых.
- 4 и 5 августа заняты без боя острова Эльхольм и Фурушер. Финские гарнизоны бежали, заметив приближение высадочных средств.
- 16 августа финны под прикрытием артиллерийского огня высадили десант на остров Эльхольм (советский гарнизон в 29 человек, из которого после боя осталось в живых 5 человек). В ходе боя обе стороны привлекли большие силы катеров, авиации и артиллерийских батарей. На остров с боем удалось высадить подкрепление в 55 человек. Сражение шло с переменным успехом до вечера 17 августа, когда на остров удалось высадить ещё до 200 человек подкрепления. Финский десант обратился в бегство и понёс большие потери при эвакуации от атак советских самолётов по шлюпкам и катерам со снятыми с острова солдатами. Всего убито и погибло в море до 200 финских солдат. Советские потери — 36 убитых, 82 раненых.
- в ночь на 3 сентября финны высадили десант на остров Гуннхольм (гарнизон 63 человека). При попытке высадить на подкрепление стрелковый взвод на двух катерах оба катера были потоплены артиллерийским огнём финнов, все бойцы и команды катеров погибли. Новое подкрепление выбило финнов с острова. Потери финнов составили 60 человек убитыми, советские потери — 57 убитых, 56 раненых.
- 5 сентября финны вновь пытались захватить остров Гуннхольм и высадились на нём, но вскоре были выбиты. Потери сторон в этом бою неизвестны.
- 23 октября высажен десант в составе одной роты на острова Соммарэ и Чернгхольмарне. Упорный бой продолжался весь день, десант понёс значительные потери и был эвакуирован.
- по финским данным, велись также упорные сражения за острова Хорсё, на Моргонлахти[фин.], в Хястё[16].

## Эвакуация базы

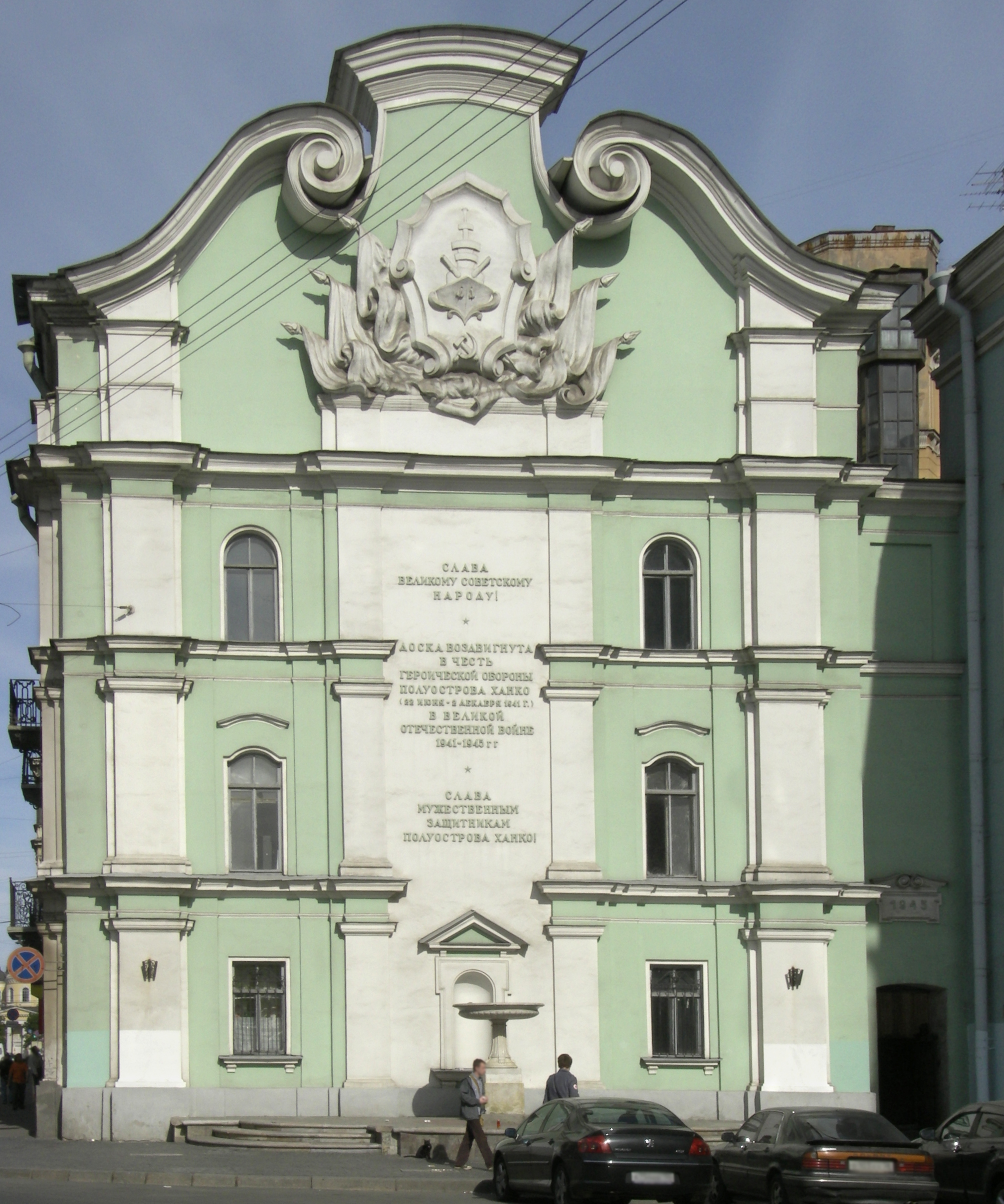
Доска в честь защитников о. Ханко. Санкт-Петербург, ул. Пестеля 11 (1946). Архитекторы В. В. Каменский, А. А. Лейман

Командир ВМБ С. И. Кабанов ещё в начале августа 1941 года поставил перед командованием Балтийского флота вопрос о целесообразности обороны Ханко. Своё мнение он мотивировал тем, что Ханко с начала войны фактически является не военно-морской базой, а гарнизоном окружённого порта. Кроме того, задача сковывания у Ханко крупных сил противника не была решена — с суши гарнизону к тому времени противостояли один пехотный полк и несколько батальонов финнов. Он предложил эвакуировать личный состав и вооружение в Таллин для усиления его обороны. Но тогда его предложение было отвергнуто.
В конце августа, когда немцы прорвались к Таллину, Ставка Верховного Главнокомандования приняла решение об эвакуации Таллина, гарнизона Моонзундских островов и Ханко. Но это решение выполнено было только в части советских войск в Таллине. 28 августа 1941 года советские войска покинули Таллин. После больших потерь при Таллинском переходе и прорыва немецких войск на окраины Ленинграда средств для продолжения эвакуации не было. К концу октября 1941 года немцы захватили в ходе Моонзудской операции весь Моонзундский архипелаг, почти все советские войска на островах погибли, только около 500 бойцов и командиров удалось спасти высланными с Ханко катерами.
Это, а также приближающаяся зима, сильно изменили обстановку на Ханко. Во-первых, теряла значение Центральная минно-артиллерийская позиция, закрывавшая вход в Финский залив. Во-вторых, из-за ледостава сухопутная оборона базы могла стать круговой, а достаточных сил для такой обороны не имелось. В-третьих, возникла реальная опасность потери взаимодействия Ханко с Балтийским флотом, что грозило гибелью гарнизона. В-четвёртых, хотя гарнизон прочно держал оборону, но уже значительно сказывался недостаток боеприпасов, начал ощущаться недостаток продовольствия. Снабжение гарнизона Ханко становилось практически невыполнимой задачей. И, наконец, в-пятых, потеряла смысл задача сковывания противника, поскольку отказавшись от штурма Ханко, финское командование уже с конца лета перебрасывало оттуда на другие участки фронта наиболее боеспособные пехотные части. В связи с этими причинами, а также нецелесообразностью в сложившей обстановке оборонять Финский залив, Ставка Верховного Главнокомандования 23 октября приняла решение об эвакуации гарнизона Ханко. Эвакуация базы проводилась с 26 октября по 2 декабря 1941 года кораблями Балтийского флота в условиях штормов, ледового покрова и большой минной опасности при активном противодействии противника.
Из эвакуированной в Ленинград и Кронштадт 8-й стрелковой бригады была сформирована 136-я стрелковая дивизия.
При эвакуации произошла одна из самых страшных трагедий на море во время Великой Отечественной войны — подрыв на минах советского турбоэлектрохода «Иосиф Сталин», который использовался как военный транспорт «ВТ-521». На борту судна, несмотря на расчётные 512 человек пассажиров, находилось 5589 военнослужащих Красной Армии. Помимо «Иосифа Сталина», в ходе операции по эвакуации военно-морской базы Ханко погибли грузо-пассажирский рефрижераторный теплоход «Андрей Жданов», 3 эсминца, 4 тральщика и несколько вспомогательных кораблей и транспортов.

## Итоги обороны и потери сторон
Свыше 5 месяцев изолированный советский гарнизон успешно оборонял город и военно-морскую базу Ханко. Это стало возможным благодаря инициативному командованию базы, тесному взаимодействию сухопутных, военно-морских и военно-воздушных сил, тщательной инженерной подготовке обороны, активному ведению боевых действий обороняющимися. Личный состав проявлял высокую силу духа, стойкость и героизм в тяжёлой обстановке.
Потери гарнизона Ханко за период обороны (не учитывая потерь при эвакуации) составили 797 человек убитыми и 1476 ранеными. Были эвакуированы и доставлены в Ленинград 22 822 человека из гарнизонов полуострова Ханко и острова Осмуссар. Погибли в море при эвакуации 4 987 человек. Потери в экипажах погибших и повреждённых кораблей, по неполным данным, составили около 650 человек. На захоронении советских воинов в Ханко установлен памятник.
Авиационная эскадрилья за время обороны Ханко сбила 54 финских и немецких самолёта, не потеряв ни одного своего. Небоевые потери составили 3 самолёта (1 уничтожен артиллерийским огнём на аэродроме, 1 погиб при посадке на повреждённом аэродроме, 1 погиб при перелёте в Кронштадт из-за выработки горючего).
Артиллерия базы выполнила около 2 700 стрельб, выпустив около 44 000 снарядов. Были уничтожены 2 батареи и 6 орудий противника, 3 склада, 2 казармы, железнодорожный состав, потоплены 2 баржи и 15 катеров. Зенитная артиллерия сбила 2 самолёта.
Потери финской стороны (и действовавшего на их стороне шведского батальона) составили по неполным данным 486 человек убитыми и пропавшими без вести, санитарные потери — 781 человек.